# Buchanan Street (metrostation)
Buchanan Street is een metrostation in Glasgow. Het is het drukste station van de metro van Glasgow, liggend aan de drukke winkelstraat Buchanan Street en naast het winkelcentrum Buchanan Galleries. Het metrostation staat in directe verbinding met station Glasgow Queen Street en het busstation Buchanan Street.
Het metrostation stamt uit 1896 en is in 1977-1980 verbouwd. In 1999 werd de ingang aangepast.
Hillhead · Kelvinbridge · St. George's Cross · Cowcaddens · Buchanan Street · St Enoch · Bridge Street · West Street · Shields Road · Kinning Park · Cessnock · Ibrox · Govan · Partick · Kelvinhall